# Telacanthura
Telacanthura (Syn.: Telecanthura) ist eine kleine Vogelgattung in der Familie der Segler (Apodidae). Die Verbreitung der beiden Arten der Gattung ist auf Afrika beschränkt. Es handelt sich um recht große Vertreter der Tribus Chaeturini.

## Merkmale
Die Körperlänge liegt zwischen 14 Zentimetern beim Baobabsegler und 15 Zentimetern beim Iturisegler. Die deutlich schuppenartige Musterung der Kehle ist ein eindeutiges Merkmal der Vertreter dieser Gattung. Dieses Muster wird durch Federn gebildet, die im mittleren Bereich blass und am Ende dunkel sind. Das Gefieder des Ituriseglers ist außer diesem helleren Kehlbereich sehr dunkel schwarzbraun, während der Baobabsegler bräunlicher gefärbt ist und weitere hellere Bereiche an Bürzel und Bauch zeigt.
Die Zehen sind anisodactyl angeordnet. Der gerade abgeschnittene Schwanz ist für Vertreter der Tribus Chaeturini vergleichsweise lang, die „Schwanzdornen“, die über die Fahnen der Steuerfedern hinausragenden Federkiele, sind deutlich entwickelt.

## Systematik
Die Arten dieser Gattung wurden ursprünglich der Gattung  Chaetura zugerechnet, im Zuge der durch R. K. Brooke 1970 erfolgten Aufteilung der Gattung Chaetura wurden die Telacanthura-Arten eine eigenständige Gattung.
Die folgenden Arten werden der Gattung zugerechnet:
- Baobabsegler (Telacanthura ussheri)
- Iturisegler (Telacanthura melanopygia)